# Kościół św. Marcina w Linówcu
Kościół świętego Marcina w Linówcu – rzymskokatolicki kościół filialny należący do parafii Chrystusa Dobrego Pasterza i bł. Stanisława Kubskiego i Gnieźnieńskich Kapłanów Męczenników w Orchowie (dekanat trzemeszeński archidiecezji gnieźnieńskiej).
Jest to świątynia wzniesiona w 1749 roku. Ufundowana została przez Sebastiana Cząstkowskiego. W 1999 roku została okradziona. Jeden z cennych obrazów został odzyskany.

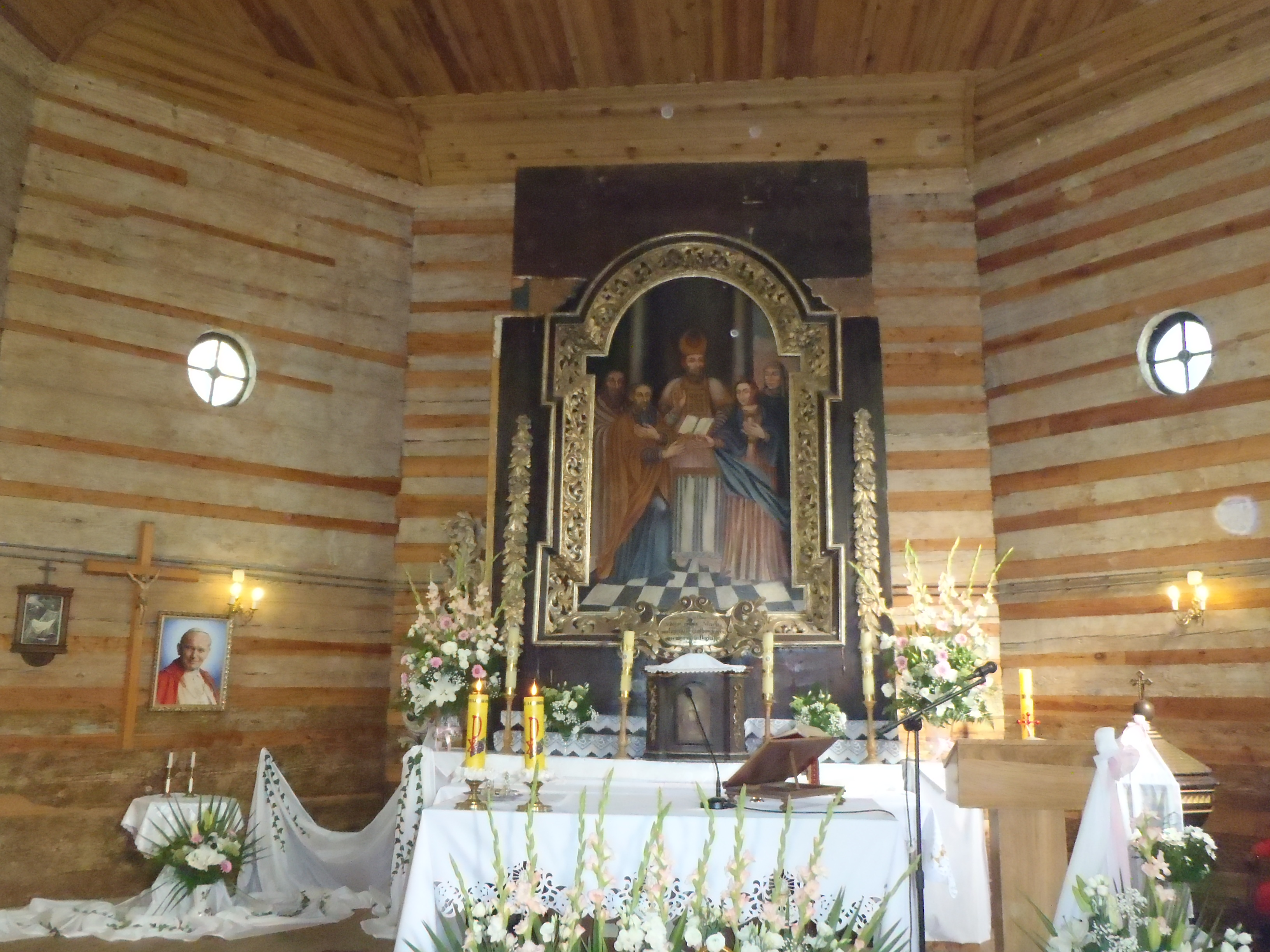
Wnętrze świątyni

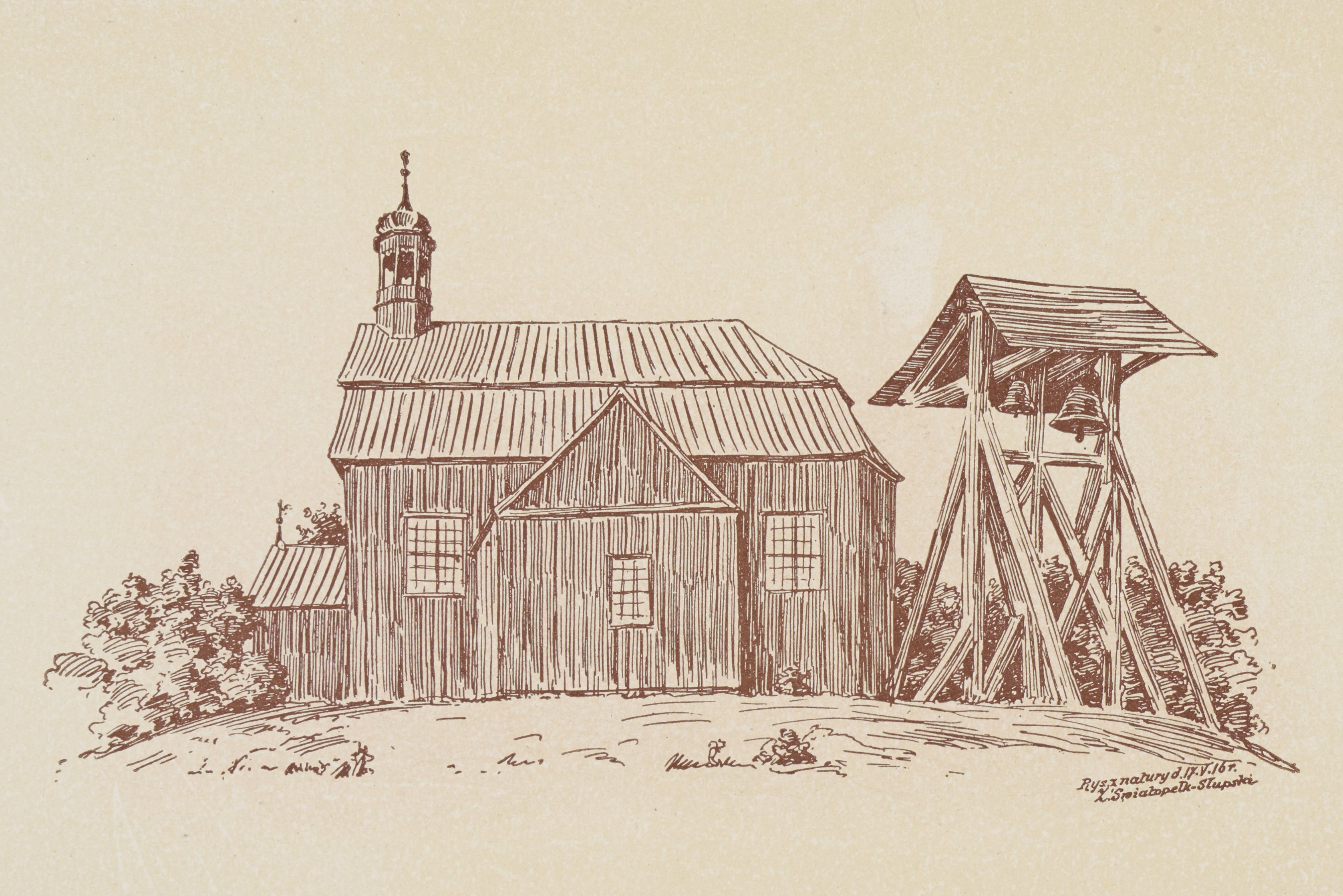
Kościół – 1917 rok

Budowla jest drewniana, jednonawowa, wybudowana została w konstrukcji zrębowej. Świątynia jest orientowana, salowa, nie ma wydzielonego z nawy prezbiterium, zamknięta jest trójbocznie. Po bokach nawy są dobudowane: kaplica i zakrystia na kamiennym fundamencie. Od frontu nawy jest umieszczona kruchta. Świątynię nakrywa dach mansardowy o jednej kalenicy, pokryty blachą, w części frontowej dachu znajduje się ośmiokątna wieżyczka na sygnaturkę. Jest ona zwieńczona cebulastym blaszanym dachem hełmowym z latarnią. Wnętrze nakryte jest stropami płaskimi z fasetą. Chór muzyczny jest podparty dwoma słupami, charakteryzuje się parapetem o prostej linii, na chórze jest umieszczony prospekt organowy. Zachowały się pozostałości oryginalnej polichromii. Ołtarz główny i ambona w stylu barokowym pochodzą z 1 połowy XVIII wieku. Ołtarz boczny w stylu barokowo-ludowym powstał na przełomie XVIII i XIX wieku. Kropielnica została wykonana z granitu. Krzyż procesyjny w stylu barokowo-ludowym jest ozdobiony datą „1756”.